# Saga (insect)
Saga is een geslacht van rechtvleugeligen uit de familie sabelsprinkhanen (Tettigoniidae). De wetenschappelijke naam van dit geslacht is voor het eerst geldig gepubliceerd in 1825 door Charpentier.

## Soorten
Het geslacht Saga omvat de volgende soorten:
- Saga beieri Kaltenbach, 1967
- Saga campbelli Uvarov, 1921
- Saga cappadocica Werner, 1903
- Saga ephippigera Fischer von Waldheim, 1846
- Saga hellenica Kaltenbach, 1967
- Saga ledereri Saussure, 1888
- Saga longicaudata Krauss, 1879
- Saga natoliae Serville, 1838
- Saga ornata Burmeister, 1838
- Saga pedo Pallas, 1771
- Saga puella Werner, 1901
- Saga quadrisignata Philippi, 1863
- Saga rammei Kaltenbach, 1965
- Saga rhodiensis Salfi, 1929